# Anarchodes lyratus
Anarchodes lyratus är en insektsart som beskrevs av Ludwig Redtenbacher 1908. Anarchodes lyratus ingår i släktet Anarchodes och familjen Diapheromeridae. Inga underarter finns listade i Catalogue of Life.